# Nächste Ausfahrt Glück – Juris Rückkehr
Nächste Ausfahrt Glück – Juris Rückkehr ist ein deutscher Fernsehfilm aus dem Jahr 2021. Er ist die erste Folge der im Rahmen der ZDF-Herzkino-Reihe ausgestrahlten Filmreihe Nächste Ausfahrt Glück. Die Erstausstrahlung erfolgte am 28. Februar 2021 im ZDF.

## Handlung
Vor 30 Jahren floh Juri über die Prager Botschaft aus der DDR in den Westen und baute sich eine Existenz in Kanada auf. 30 Jahre später kommt er in seine Heimatstadt Eisenach zurück, um sich um seinen dementen Vater, einen ehemaligen Tierarzt, zu kümmern. Er begegnet auch seiner damaligen Freundin Katharina wieder, die ihm damals in Prag nicht auf das Botschaftsgelände gefolgt ist und die er seitdem nicht wiedergesehen hat. Katharina ist inzwischen seit Jahren verheiratet und Mutter eines erwachsenen Sohnes und einer Tochter im Teenageralter. Sie hilft Juri, für seinen Vater einen Platz in einem Pflegeheim zu finden und fühlt sich bald wieder zu Juri hingezogen. Juri will nach Kanada zurückkehren, da aber die Heimunterbringung des Vaters scheitert, bleibt Juri in Eisenach.

## Hintergrund
Gedreht wurde im Herbst 2020 im thüringischen Eisenach und Umgebung, unter anderem auf der Werrabrücke Creuzburg.
Katharina fährt im Film eine Simson Schwalbe, Juris Vater einen Wartburg 353 Trans.

## Rezeption

### Kritiken
TV Spielfilm beurteilte den Film als „Sturm im Wasserglas mit aufgesetztem Witz“ und „eindimensionalen Figuren“.
Deutlich positiver fiel die Kritik von Rainer Tittelbach auf Tittelbach.tv aus. Er sieht in dem Film „für den ‚Herzkino‘-Sendeplatz jedenfalls […] eine absolute Bereicherung, ja geradezu ein Novum“, das „maßgeblich und sogar textlich passend mit Bruce-Springsteen-Songs bestückt“ sei. Zum „vorzüglichen, undramatischen Flow“ des Films trage „maßgeblich die sorgfältige Regie von Francis Meletzky […] bei, deren hohes Ansehen in der Branche den Top-Cast erleichtert haben dürfte“.

### Einschaltquote
Die Erstausstrahlung von Nächste Ausfahrt Glück – Juris Rückkehr am 28. Februar 2021 wurde in Deutschland von 5,84 Millionen Zuschauern gesehen und erreichte einen Marktanteil von 16,8 %.

## Fortsetzung
Die Fortsetzung Nächste Ausfahrt Glück – Beste Freundinnen entstand zeitgleich mit dem ersten Teil und wurde am 7. März 2021 erstmals gesendet.